# Turkey International 2010
Die Turkey International 2010 fanden vom 20. bis zum 23. Dezember 2010 in Istanbul statt. Es war die dritte Auflage des Turniers.

## Sieger und Platzierte
| Disziplin    | Gold                                       | Silber                        | Bronze                                     |
| ------------ | ------------------------------------------ | ----------------------------- | ------------------------------------------ |
| Herreneinzel | Przemysław Wacha                           | Eric Pang                     | Hans-Kristian Vittinghus                   |
| Herreneinzel | Przemysław Wacha                           | Eric Pang                     | Brice Leverdez                             |
| Dameneinzel  | Judith Meulendijks                         | Linda Zechiri                 | Lianne Tan                                 |
| Dameneinzel  | Judith Meulendijks                         | Linda Zechiri                 | Anastasia Prokopenko                       |
| Herrendoppel | Vladimir Ivanov Ivan Sozonov               | Adam Cwalina Michał Łogosz    | Tim Dettmann Andreas Heinz                 |
| Herrendoppel | Vladimir Ivanov Ivan Sozonov               | Adam Cwalina Michał Łogosz    | Baptiste Carême Sylvain Grosjean           |
| Damendoppel  | Anastasia Chervyakova Mariya Korobeinikova | Laura Choinet Audrey Fontaine | Mariya Ulitina Natalya Voytsekh            |
| Damendoppel  | Anastasia Chervyakova Mariya Korobeinikova | Laura Choinet Audrey Fontaine | Özge Bayrak Cemre Fere                     |
| Mixed        | Mads Pieler Kolding Julie Houmann          | Baptiste Carême Laura Choinet | Wojciech Szkudlarczyk Agnieszka Wojtkowska |
| Mixed        | Mads Pieler Kolding Julie Houmann          | Baptiste Carême Laura Choinet | Valeriy Atrashchenkov Elena Prus           |